# Temporada 1956-57 de los Syracuse Nationals
La temporada 1956-57 fue la octava de los Syracuse Nationals en la NBA. La temporada regular acabó con 38 victorias y 34 derrotas, ocupando el segundo puesto de la división Este, clasificándose para los playoffs en los que cayeron en las finales de división ante los Boston Celtics.

## Elecciones en elDraft
| Ronda | Puesto | Jugador        | Posición  | Nacionalidad   | Universidad       |
| ----- | ------ | -------------- | --------- | -------------- | ----------------- |
| 1     | 5      | Joe Holup      | Alero     | Estados Unidos | George Washington |
| 2     | 12     | Paul Judson    | Alero     | Estados Unidos | Illinois          |
| 3     | 20     | Forest Able    | Base      | Estados Unidos | Western Kentucky  |
| 4     | 28     | Swede Halbrook | Pívot     | Estados Unidos | Oregon State      |
| 5     | 36     | Jim Ray        | Base      | Estados Unidos | Toledo            |
| 10    | 74     | Bob Hopkins    | Ala-Pívot | Estados Unidos | Grambling State   |

## Temporada regular
| División Este           | División Este | División Este | División Este | División Este | División Este | División Este | División Este | División Este |
| Equipo                  | G             | P             | %             | PD            | Casa          | Fuera         | Neutral       | Div           |
| ----------------------- | ------------- | ------------- | ------------- | ------------- | ------------- | ------------- | ------------- | ------------- |
| x-Boston Celtics        | 44            | 28            | .611          | -             | 24-4          | 11-18         | 9-6           | 20-16         |
| x-Syracuse Nationals    | 38            | 34            | .528          | 6             | 23-9          | 9-15          | 6-10          | 20-16         |
| x-Philadelphia Warriors | 37            | 35            | .514          | 7             | 20-5          | 5–25          | 12-5          | 17-19         |
| New York Knicks         | 36            | 36            | .500          | 8             | 18-10         | 9-19          | 9-7           | 15-21         |

## Playoffs

### Semifinales de División
Syracuse Nationals vs. Philadelphia Warriors
| Fecha       | Partido                                          | Ciudad     |
| ----------- | ------------------------------------------------ | ---------- |
| 16 de marzo | Philadelphia Warriors 96, Syracuse Nationals 103 | Filadelfia |
| 18 de marzo | Syracuse Nationals 91, Philadelphia Warriors 80  | Syracuse   |
|             | Syracuse gana las series 2-0                     |            |

### Finales de División
Boston Celtics vs. Syracuse Nationals
| Fecha       | Partido                                    | Ciudad   |
| ----------- | ------------------------------------------ | -------- |
| 21 de marzo | Boston Celtics 108, Syracuse Nationals 90  | Boston   |
| 23 de marzo | Syracuse Nationals 105, Boston Celtics 120 | Syracuse |
| 24 de marzo | Boston Celtics 83, Syracuse Nationals 80   | Boston   |
|             | Boston gana las series 3-0                 |          |

## Estadísticas
| Rk | Jugador        | Edad | P  | PT | MP   | TC  | TCI  | %TC  | 3P | 3PI | %3P | TL  | TLI | %TL  | RO | RD | RT   | AS  | RB | TAP | BP | FP  | PTS  |
| 1  | Dolph Schayes  | 28   | 72 |    | 39.6 | 6.9 | 18.2 | .379 |    |     |     | 8.7 | 9.6 | .904 |    |    | 14.0 | 3.2 |    |     |    | 3.0 | 22.5 |
| 2  | Ed Conlin      | 23   | 71 |    | 31.7 | 4.7 | 12.6 | .374 |    |     |     | 4.0 | 5.2 | .769 |    |    | 6.1  | 2.9 |    |     |    | 2.4 | 13.4 |
| 3  | Red Kerr       | 24   | 72 |    | 30.4 | 4.6 | 11.5 | .403 |    |     |     | 3.1 | 4.3 | .719 |    |    | 11.2 | 1.3 |    |     |    | 2.6 | 12.4 |
| 4  | Togo Palazzi   | 24   | 42 |    | 18.6 | 4.0 | 10.8 | .373 |    |     |     | 2.7 | 3.4 | .790 |    |    | 4.5  | 1.0 |    |     |    | 2.2 | 10.7 |
| 5  | Earl Lloyd     | 28   | 72 |    | 27.3 | 3.6 | 9.5  | .373 |    |     |     | 1.9 | 2.5 | .749 |    |    | 6.0  | 1.6 |    |     |    | 3.9 | 9.0  |
| 6  | Al Bianchi     | 24   | 68 |    | 23.2 | 2.9 | 8.3  | .351 |    |     |     | 2.4 | 3.5 | .690 |    |    | 3.3  | 1.6 |    |     |    | 2.9 | 8.3  |
| 7  | Joe Holup      | 22   | 71 |    | 18.1 | 2.3 | 6.9  | .329 |    |     |     | 2.9 | 3.6 | .806 |    |    | 3.9  | 1.2 |    |     |    | 2.5 | 7.4  |
| 8  | Larry Hennessy | 27   | 21 |    | 17.8 | 2.7 | 8.3  | .320 |    |     |     | 1.1 | 1.5 | .719 |    |    | 2.1  | 1.3 |    |     |    | 1.3 | 6.4  |
| 9  | Paul Seymour   | 29   | 65 |    | 19.0 | 2.2 | 6.8  | .324 |    |     |     | 1.6 | 1.9 | .821 |    |    | 2.0  | 3.0 |    |     |    | 1.4 | 6.0  |
| 10 | Bob Hopkins    | 22   | 62 |    | 12.3 | 2.1 | 5.5  | .379 |    |     |     | 1.5 | 2.0 | .746 |    |    | 3.8  | 0.4 |    |     |    | 1.7 | 5.7  |
| 11 | Bob Schafer    |      | 11 |    | 15.2 | 1.7 | 6.0  | .288 |    |     |     | 1.0 | 1.2 | .846 |    |    | 1.0  | 1.4 |    |     |    | 1.5 | 4.5  |
| 12 | Jim Tucker     | 24   | 9  |    | 13.2 | 1.9 | 4.9  | .386 |    |     |     | 0.0 | 0.1 | .000 |    |    | 2.2  | 0.2 |    |     |    | 2.9 | 3.8  |
| 13 | Don Savage     | 28   | 5  |    | 11.0 | 1.2 | 3.8  | .316 |    |     |     | 1.2 | 1.4 | .857 |    |    | 1.4  | 0.4 |    |     |    | 1.4 | 3.6  |
| 14 | Jim Ray        | 23   | 4  |    | 10.8 | 0.5 | 2.8  | .182 |    |     |     | 0.8 | 1.3 | .600 |    |    | 1.3  | 0.8 |    |     |    | 1.0 | 1.8  |
| 15 | Forest Able    | 24   | 1  |    | 1.0  | 0.0 | 2.0  | .000 |    |     |     | 0.0 | 0.0 |      |    |    | 1.0  | 1.0 |    |     |    | 1.0 | 0.0  |
| 16 | Bob Harrison   | 29   |    |    |      |     |      |      |    |     |     |     |     |      |    |    |      |     |    |     |    |     |      |

## Galardones y récords
| Jugador       | Galardón                 |
| Dolph Schayes | Mejor quinteto de la NBA |